# De Belt
De Belt est un village situé dans la commune néerlandaise de Hollands Kroon, dans la province de la Hollande-Septentrionale qui borde le mer du nord.